# Roman Bocheński (powstaniec)
Roman Bocheński (Franciszek Bocheński) herbu Rawicz (ur. 1842 w Rudzie Malenieckiej, zm. 1907 w Stanisławowie) – podporucznik wojsk rosyjskich, spiskowiec, major wojsk powstańczych z 1863.

## Życiorys
Roman Bocheński urodził się w 1842 w Rudzie Malenieckiej, w zamożnej rodzinie szlacheckiej Bocheńskich herbu Rawicz, jako syn Tadeusza, byłego kapitana wojsk napoleońskich, ziemianina i przedsiębiorcy. Rodzina używała przydomka Lannsdorf.
W 1863 był podporucznikiem, stacjonującego w Stopnicy, III pułku dragonów noworosyjskich. Po wybuchu powstania styczniowego, mimo że należał do grona spiskujących polskich oficerów w wojsku rosyjskim, początkowo nie porzucił służby. 31 stycznia 1863 wziął udział w potyczce z powstańcami Czachowskiego pod Bzinem. 2 lutego uczestniczył w starciu z oddziałami Langiewicza i Czachowskiego pod Wąchockiem, był świadkiem pacyfikacji miasteczka: 

Jenerał Maroko kazał bombardować i spalić miasto, kozakom zaś pozwolił pohulać; którzy to nad bezbronnemi kobietami pastwili się.

Następne cztery tygodnie jego pułk stacjonował bezczynnie w Radomiu, Bocheński wyczekiwał sposobnej okazji, by przejść na stronę powstańców. Po zakwaterowaniu jego oddziału w Kielcach, poznał sztabskapitana Dobrogojskiego z witebskiego pułku, Polaka, który stał na czele organizacji spiskowej oficerów carskich. Dobrogojski planował przyłączyć się do wojsk powstańczych, na czele 7 oficerów i 200 piechurów z garnizonu kieleckiego. Plan nie powiódł się ponieważ, po ucieczce Langiewicza do Galicji duch wojska osłabł.
26 marca 1863 Bocheński i Dobrogojski wyjechali z Kielc, konno, w pełnym rynsztunku, porzucając służbę w armii carskiej. Udali się w okolice Bodzentyna, skąd zostali doprowadzeni do oddziału Czachowskiego, po trzytygodniowym pobycie w tej partii Bocheński został skierowany do oddziału Kononowicza, gdzie miał zajmować się szkoleniem kawalerzystów. 26 kwietnia 1863 w potyczce pod Wąchockiem został ranny w nogę, zabito pod nim konia. Przewieziono go rannego do Łapczynej Woli, gdzie był leczony przez osiem tygodni. Po rekonwalescencji został odkomenderowany do oddziału majora Aleksandra Lütticha, jako oficer w randze rotmistrza. 3 lipca 1863 walczył pod Kaszewicami w bitwie tej rozbito i rozproszono oddział kozaków setnika Krinkowa (50 koni), zginęło 6 kozaków oraz ciężko ranny został oficer. Po walce Lüttich poprowadził oddział do Chorzenic, gdzie odpoczywający powstańcy zostali zaskoczeni przez porucznika Fiodorowa z sotnią kozaków i niedobitkami Krinkowa.
Bocheński, który próbował zorganizować obronę, został otoczony przez kozaków, w nierównej walce został 18-krotnie ranny i uznany za nieżywego, kilka godzin przeleżał na pobojowisku, obdarty do naga. Uratowała go pomoc Marii Pstrokońskiej, właścicielki majątku ziemskiego Chorzenice, przewieziono go razem z 6 rannymi powstańcami do chorzenickiego dworu, w którym był ukrywany i leczony przez 3 miesiące.
Po wyleczeniu ran udał się do Drezna, następnie do Poznania z zamiarem przekroczenia granicy i wzięcia udziału w walkach, z nieznanych powodów nie zrealizował swojego zamierzenia. W tym okresie został awansowany przez Rząd Narodowy do stopnia majora. Następnie próbował przekroczyć granicę austriacką, został jednak aresztowany w Oświęcimiu. Uwolniony, po 6 tygodniach więzienia w Krakowie, wyemigrował do Ameryki, do Stanów Zjednoczonych, gdzie dorobił się skromnej fortunki.

Po powrocie do kraju, osiadł w Galicji, pracował w kopalni nafty w Słobodzie Rungurskiej. Później utrzymywał się jako dzierżawca majątków ziemskich. U schyłku życia zamieszkał w Stanisławowie, poświęcił się pracy społeczno-oświatowej na rzecz włościan. Był aktywnym działaczem Towarzystwa Szkoły Ludowej.
Napisał także artykuł pt: Mój udział w powstaniu, opublikowany w pamiątkowym tomie W czterdziestą rocznicę Powstania Styczniowego, wydanym w 1903 we Lwowie.
Zmarł 15 listopada 1907 w Stanisławowie.